# Lista di asteroidi (210001-211000)
Di seguito una lista di asteroidi dal numero 210001 al 211000 con data di scoperta e scopritore.

## 210001-210100
| Nome                    | Designazione provvisoria | Data di scoperta | Scopritore              |
| ----------------------- | ------------------------ | ---------------- | ----------------------- |
| 210001 -                | 2006 JV27                | 2 maggio 2006    | Mount Lemmon Survey     |
| 210002 -                | 2006 JE29                | 3 maggio 2006    | Spacewatch              |
| 210003 -                | 2006 JT42                | 2 maggio 2006    | Spacewatch              |
| 210004 -                | 2006 JN43                | 5 maggio 2006    | Spacewatch              |
| 210005 -                | 2006 JH44                | 6 maggio 2006    | Spacewatch              |
| 210006 -                | 2006 JG51                | 2 maggio 2006    | Mount Lemmon Survey     |
| 210007 -                | 2006 JA53                | 6 maggio 2006    | Spacewatch              |
| 210008 -                | 2006 JW53                | 7 maggio 2006    | Mount Lemmon Survey     |
| 210009 -                | 2006 JB58                | 5 maggio 2006    | Mount Lemmon Survey     |
| 210010 -                | 2006 KO                  | 16 maggio 2006   | NEAT                    |
| 210011 -                | 2006 KT                  | 18 maggio 2006   | NEAT                    |
| 210012 -                | 2006 KT1                 | 21 maggio 2006   | CSS                     |
| 210013 -                | 2006 KF9                 | 19 maggio 2006   | Mount Lemmon Survey     |
| 210014 -                | 2006 KO10                | 19 maggio 2006   | Mount Lemmon Survey     |
| 210015 -                | 2006 KS11                | 19 maggio 2006   | NEAT                    |
| 210016 -                | 2006 KF22                | 19 maggio 2006   | Mount Lemmon Survey     |
| 210017 -                | 2006 KO32                | 20 maggio 2006   | Spacewatch              |
| 210018 -                | 2006 KR38                | 20 maggio 2006   | LONEOS                  |
| 210019 -                | 2006 KL41                | 19 maggio 2006   | Mount Lemmon Survey     |
| 210020 -                | 2006 KV42                | 20 maggio 2006   | Spacewatch              |
| 210021 -                | 2006 KZ50                | 21 maggio 2006   | Spacewatch              |
| 210022 -                | 2006 KD60                | 22 maggio 2006   | Spacewatch              |
| 210023 -                | 2006 KZ64                | 23 maggio 2006   | CSS                     |
| 210024 -                | 2006 KJ67                | 24 maggio 2006   | Mount Lemmon Survey     |
| 210025 -                | 2006 KP82                | 25 maggio 2006   | Spacewatch              |
| 210026 -                | 2006 KH97                | 25 maggio 2006   | Spacewatch              |
| 210027 -                | 2006 KY113               | 22 maggio 2006   | Siding Spring Survey    |
| 210028 -                | 2006 KP121               | 27 maggio 2006   | CSS                     |
| 210029 -                | 2006 LD2                 | 5 giugno 2006    | LINEAR                  |
| 210030 Taoyuan          | 2006 MF13                | 24 giugno 2006   | Yang, T.-C., Ye, Q.-z.  |
| 210031 -                | 2006 MP14                | 30 giugno 2006   | Ye, Q.-z.               |
| 210032 Enricocastellani | 2006 OC                  | 16 luglio 2006   | Casulli, V. S.          |
| 210033 -                | 2006 OT1                 | 17 luglio 2006   | Broughton, J.           |
| 210034 -                | 2006 OU3                 | 21 luglio 2006   | Mount Lemmon Survey     |
| 210035 Jungli           | 2006 OG5                 | 18 luglio 2006   | Lin, H.-C., Ye, Q.-z.   |
| 210036 -                | 2006 OC8                 | 20 luglio 2006   | NEAT                    |
| 210037 -                | 2006 OY8                 | 20 luglio 2006   | NEAT                    |
| 210038 -                | 2006 OO9                 | 24 luglio 2006   | Hönig, S. F.            |
| 210039 -                | 2006 OG12                | 21 luglio 2006   | NEAT                    |
| 210040 -                | 2006 OC13                | 21 luglio 2006   | LINEAR                  |
| 210041 -                | 2006 OP14                | 20 luglio 2006   | NEAT                    |
| 210042 -                | 2006 OQ19                | 20 luglio 2006   | Siding Spring Survey    |
| 210043 -                | 2006 OV20                | 22 luglio 2006   | Mount Lemmon Survey     |
| 210044 -                | 2006 OH21                | 21 luglio 2006   | Mount Lemmon Survey     |
| 210045 -                | 2006 PL2                 | 12 agosto 2006   | NEAT                    |
| 210046 -                | 2006 PA6                 | 12 agosto 2006   | NEAT                    |
| 210047 -                | 2006 PE6                 | 12 agosto 2006   | NEAT                    |
| 210048 -                | 2006 PM11                | 13 agosto 2006   | NEAT                    |
| 210049 -                | 2006 PN12                | 13 agosto 2006   | NEAT                    |
| 210050 -                | 2006 PF16                | 15 agosto 2006   | NEAT                    |
| 210051 -                | 2006 PT19                | 13 agosto 2006   | NEAT                    |
| 210052 -                | 2006 PM20                | 15 agosto 2006   | NEAT                    |
| 210053 -                | 2006 PG21                | 15 agosto 2006   | NEAT                    |
| 210054 -                | 2006 PV21                | 15 agosto 2006   | NEAT                    |
| 210055 -                | 2006 PO23                | 12 agosto 2006   | NEAT                    |
| 210056 -                | 2006 PU23                | 12 agosto 2006   | NEAT                    |
| 210057 -                | 2006 PT26                | 15 agosto 2006   | NEAT                    |
| 210058 -                | 2006 PA27                | 15 agosto 2006   | NEAT                    |
| 210059 -                | 2006 PW29                | 12 agosto 2006   | NEAT                    |
| 210060 -                | 2006 PV37                | 13 agosto 2006   | NEAT                    |
| 210061 -                | 2006 PJ39                | 14 agosto 2006   | NEAT                    |
| 210062 -                | 2006 PD42                | 14 agosto 2006   | NEAT                    |
| 210063 -                | 2006 PL43                | 13 agosto 2006   | NEAT                    |
| 210064 -                | 2006 QW2                 | 17 agosto 2006   | NEAT                    |
| 210065 -                | 2006 QF3                 | 17 agosto 2006   | NEAT                    |
| 210066 -                | 2006 QK6                 | 17 agosto 2006   | NEAT                    |
| 210067 -                | 2006 QO6                 | 17 agosto 2006   | NEAT                    |
| 210068 -                | 2006 QP7                 | 18 agosto 2006   | Spacewatch              |
| 210069 -                | 2006 QF9                 | 19 agosto 2006   | Spacewatch              |
| 210070 Robertcapa       | 2006 QK11                | 19 agosto 2006   | Sárneczky, K., Kuli, Z. |
| 210071 -                | 2006 QF12                | 16 agosto 2006   | Siding Spring Survey    |
| 210072 -                | 2006 QN15                | 17 agosto 2006   | NEAT                    |
| 210073 -                | 2006 QZ18                | 17 agosto 2006   | NEAT                    |
| 210074 -                | 2006 QZ21                | 19 agosto 2006   | LONEOS                  |
| 210075 -                | 2006 QU22                | 19 agosto 2006   | NEAT                    |
| 210076 -                | 2006 QU24                | 17 agosto 2006   | NEAT                    |
| 210077 -                | 2006 QF25                | 18 agosto 2006   | LONEOS                  |
| 210078 -                | 2006 QH26                | 19 agosto 2006   | Spacewatch              |
| 210079 -                | 2006 QV27                | 20 agosto 2006   | NEAT                    |
| 210080 -                | 2006 QU34                | 17 agosto 2006   | NEAT                    |
| 210081 -                | 2006 QH36                | 22 agosto 2006   | NEAT                    |
| 210082 -                | 2006 QB41                | 17 agosto 2006   | NEAT                    |
| 210083 -                | 2006 QJ43                | 18 agosto 2006   | LONEOS                  |
| 210084 -                | 2006 QD45                | 19 agosto 2006   | NEAT                    |
| 210085 -                | 2006 QW45                | 19 agosto 2006   | Spacewatch              |
| 210086 -                | 2006 QA51                | 23 agosto 2006   | LINEAR                  |
| 210087 -                | 2006 QD62                | 22 agosto 2006   | NEAT                    |
| 210088 -                | 2006 QE65                | 27 agosto 2006   | Spacewatch              |
| 210089 -                | 2006 QS68                | 21 agosto 2006   | Spacewatch              |
| 210090 -                | 2006 QC76                | 21 agosto 2006   | Spacewatch              |
| 210091 -                | 2006 QO81                | 24 agosto 2006   | NEAT                    |
| 210092 -                | 2006 QU81                | 24 agosto 2006   | NEAT                    |
| 210093 -                | 2006 QL82                | 25 agosto 2006   | LINEAR                  |
| 210094 -                | 2006 QM82                | 25 agosto 2006   | LINEAR                  |
| 210095 -                | 2006 QW87                | 27 agosto 2006   | Spacewatch              |
| 210096 -                | 2006 QV94                | 16 agosto 2006   | NEAT                    |
| 210097 -                | 2006 QA97                | 18 agosto 2006   | Spacewatch              |
| 210098 -                | 2006 QM104               | 28 agosto 2006   | CSS                     |
| 210099 -                | 2006 QK116               | 27 agosto 2006   | LONEOS                  |
| 210100 -                | 2006 QM117               | 27 agosto 2006   | LONEOS                  |

## 210101-210200
| Nome              | Designazione provvisoria | Data di scoperta  | Scopritore                  |
| ----------------- | ------------------------ | ----------------- | --------------------------- |
| 210101 -          | 2006 QU117               | 27 agosto 2006    | LONEOS                      |
| 210102 -          | 2006 QV117               | 27 agosto 2006    | LONEOS                      |
| 210103 -          | 2006 QR120               | 29 agosto 2006    | CSS                         |
| 210104 -          | 2006 QP123               | 24 agosto 2006    | NEAT                        |
| 210105 -          | 2006 QW123               | 29 agosto 2006    | LONEOS                      |
| 210106 -          | 2006 QV129               | 19 agosto 2006    | LONEOS                      |
| 210107 Pistoletto | 2006 QF137               | 30 agosto 2006    | Casulli, V. S.              |
| 210108 -          | 2006 QO140               | 18 agosto 2006    | NEAT                        |
| 210109 -          | 2006 QD154               | 19 agosto 2006    | Spacewatch                  |
| 210110 -          | 2006 QK161               | 19 agosto 2006    | Spacewatch                  |
| 210111 -          | 2006 QO165               | 29 agosto 2006    | CSS                         |
| 210112 -          | 2006 QB168               | 30 agosto 2006    | LONEOS                      |
| 210113 -          | 2006 QY169               | 28 agosto 2006    | LONEOS                      |
| 210114 -          | 2006 RN1                 | 9 settembre 2006  | NEAT                        |
| 210115 -          | 2006 RB5                 | 14 settembre 2006 | CSS                         |
| 210116 -          | 2006 RQ10                | 14 settembre 2006 | NEAT                        |
| 210117 -          | 2006 RO26                | 14 settembre 2006 | Spacewatch                  |
| 210118 -          | 2006 RG31                | 15 settembre 2006 | LINEAR                      |
| 210119 -          | 2006 RM31                | 15 settembre 2006 | Spacewatch                  |
| 210120 -          | 2006 RL37                | 12 settembre 2006 | CSS                         |
| 210121 -          | 2006 RV39                | 12 settembre 2006 | CSS                         |
| 210122 -          | 2006 RL40                | 13 settembre 2006 | NEAT                        |
| 210123 -          | 2006 RN47                | 14 settembre 2006 | Spacewatch                  |
| 210124 -          | 2006 RW51                | 14 settembre 2006 | Spacewatch                  |
| 210125 -          | 2006 RR57                | 15 settembre 2006 | Spacewatch                  |
| 210126 -          | 2006 RE63                | 14 settembre 2006 | CSS                         |
| 210127 -          | 2006 RB67                | 15 settembre 2006 | Spacewatch                  |
| 210128 -          | 2006 RC68                | 15 settembre 2006 | Spacewatch                  |
| 210129 -          | 2006 RD73                | 15 settembre 2006 | Spacewatch                  |
| 210130 -          | 2006 RP73                | 15 settembre 2006 | Spacewatch                  |
| 210131 -          | 2006 RS81                | 15 settembre 2006 | Spacewatch                  |
| 210132 -          | 2006 RP82                | 15 settembre 2006 | Spacewatch                  |
| 210133 -          | 2006 RK83                | 15 settembre 2006 | Spacewatch                  |
| 210134 -          | 2006 RW96                | 15 settembre 2006 | Spacewatch                  |
| 210135 -          | 2006 RZ104               | 15 settembre 2006 | Spacewatch                  |
| 210136 -          | 2006 ST                  | 16 settembre 2006 | Tucker, R. A.               |
| 210137 -          | 2006 SK8                 | 16 settembre 2006 | LONEOS                      |
| 210138 -          | 2006 SW19                | 18 settembre 2006 | Yeung, W. K. Y.             |
| 210139 -          | 2006 SY33                | 17 settembre 2006 | CSS                         |
| 210140 -          | 2006 SK40                | 18 settembre 2006 | CSS                         |
| 210141 -          | 2006 SN44                | 17 settembre 2006 | LONEOS                      |
| 210142 -          | 2006 SY48                | 18 settembre 2006 | Spacewatch                  |
| 210143 -          | 2006 SG55                | 18 settembre 2006 | CSS                         |
| 210144 -          | 2006 SZ56                | 18 settembre 2006 | Calvin College              |
| 210145 -          | 2006 SG57                | 16 settembre 2006 | CSS                         |
| 210146 -          | 2006 SX59                | 18 settembre 2006 | CSS                         |
| 210147 Žalgiris   | 2006 SU77                | 21 settembre 2006 | Cernis, K., Zdanavicius, J. |
| 210148 -          | 2006 SW101               | 19 settembre 2006 | Spacewatch                  |
| 210149 -          | 2006 SQ107               | 19 settembre 2006 | CSS                         |
| 210150 -          | 2006 ST108               | 19 settembre 2006 | CSS                         |
| 210151 -          | 2006 SX126               | 22 settembre 2006 | LINEAR                      |
| 210152 -          | 2006 SD128               | 17 settembre 2006 | Spacewatch                  |
| 210153 -          | 2006 SO129               | 19 settembre 2006 | LONEOS                      |
| 210154 -          | 2006 SC155               | 22 settembre 2006 | LINEAR                      |
| 210155 -          | 2006 SG165               | 25 settembre 2006 | Spacewatch                  |
| 210156 -          | 2006 ST184               | 25 settembre 2006 | Mount Lemmon Survey         |
| 210157 -          | 2006 SP199               | 24 settembre 2006 | Spacewatch                  |
| 210158 -          | 2006 SH205               | 25 settembre 2006 | Mount Lemmon Survey         |
| 210159 -          | 2006 SU219               | 24 settembre 2006 | Sheridan, E. E.             |
| 210160 -          | 2006 SR281               | 18 settembre 2006 | CSS                         |
| 210161 -          | 2006 SG316               | 27 settembre 2006 | Spacewatch                  |
| 210162 -          | 2006 SP319               | 27 settembre 2006 | Spacewatch                  |
| 210163 -          | 2006 SH320               | 27 settembre 2006 | Spacewatch                  |
| 210164 -          | 2006 SJ323               | 27 settembre 2006 | Spacewatch                  |
| 210165 -          | 2006 SE341               | 28 settembre 2006 | Spacewatch                  |
| 210166 -          | 2006 SX376               | 17 settembre 2006 | Becker, A. C.               |
| 210167 -          | 2006 SF383               | 29 settembre 2006 | Becker, A. C.               |
| 210168 -          | 2006 TM18                | 11 ottobre 2006   | Spacewatch                  |
| 210169 -          | 2006 TK19                | 11 ottobre 2006   | Spacewatch                  |
| 210170 -          | 2006 TN20                | 11 ottobre 2006   | Spacewatch                  |
| 210171 -          | 2006 TB40                | 12 ottobre 2006   | Spacewatch                  |
| 210172 -          | 2006 TD74                | 11 ottobre 2006   | NEAT                        |
| 210173 -          | 2006 TO82                | 13 ottobre 2006   | Spacewatch                  |
| 210174 Vossenkuhl | 2006 US                  | 16 ottobre 2006   | Apitzsch, R.                |
| 210175 -          | 2006 UL13                | 17 ottobre 2006   | Mount Lemmon Survey         |
| 210176 -          | 2006 UM57                | 18 ottobre 2006   | Spacewatch                  |
| 210177 -          | 2006 UL64                | 19 ottobre 2006   | Spacewatch                  |
| 210178 -          | 2006 UH74                | 17 ottobre 2006   | Spacewatch                  |
| 210179 -          | 2006 UH114               | 19 ottobre 2006   | Spacewatch                  |
| 210180 -          | 2006 UL174               | 19 ottobre 2006   | CSS                         |
| 210181 -          | 2006 UB200               | 21 ottobre 2006   | CSS                         |
| 210182 Mazzini    | 2006 UE215               | 26 ottobre 2006   | Casulli, V. S.              |
| 210183 -          | 2006 UZ247               | 27 ottobre 2006   | Mount Lemmon Survey         |
| 210184 -          | 2006 UD273               | 27 ottobre 2006   | Spacewatch                  |
| 210185 -          | 2006 UW332               | 21 ottobre 2006   | Becker, A. C.               |
| 210186 -          | 2006 VC45                | 12 novembre 2006  | Mount Lemmon Survey         |
| 210187 -          | 2006 VZ64                | 11 novembre 2006  | Spacewatch                  |
| 210188 -          | 2006 VE137               | 15 novembre 2006  | Spacewatch                  |
| 210189 -          | 2006 VS150               | 9 novembre 2006   | NEAT                        |
| 210190 -          | 2006 WU69                | 18 novembre 2006  | Spacewatch                  |
| 210191 -          | 2007 OT6                 | 22 luglio 2007    | Siding Spring Survey        |
| 210192 -          | 2007 PW14                | 8 agosto 2007     | LINEAR                      |
| 210193 -          | 2007 PX19                | 9 agosto 2007     | Spacewatch                  |
| 210194 -          | 2007 PM20                | 9 agosto 2007     | LINEAR                      |
| 210195 -          | 2007 PP20                | 9 agosto 2007     | LINEAR                      |
| 210196 -          | 2007 PV20                | 9 agosto 2007     | LINEAR                      |
| 210197 -          | 2007 PJ22                | 10 agosto 2007    | Spacewatch                  |
| 210198 -          | 2007 PR24                | 12 agosto 2007    | LINEAR                      |
| 210199 -          | 2007 PU24                | 12 agosto 2007    | LINEAR                      |
| 210200 -          | 2007 PJ25                | 11 agosto 2007    | LINEAR                      |

## 210201-210300
| Nome                | Designazione provvisoria | Data di scoperta  | Scopritore                |
| ------------------- | ------------------------ | ----------------- | ------------------------- |
| 210201 -            | 2007 PU28                | 10 agosto 2007    | Spacewatch                |
| 210202 -            | 2007 PC29                | 15 agosto 2007    | Hönig, S. F., Teamo, N.   |
| 210203 -            | 2007 PP33                | 11 agosto 2007    | LINEAR                    |
| 210204 -            | 2007 PQ33                | 11 agosto 2007    | LINEAR                    |
| 210205 -            | 2007 PA37                | 13 agosto 2007    | LINEAR                    |
| 210206 -            | 2007 PL39                | 15 agosto 2007    | OAM                       |
| 210207 -            | 2007 QV                  | 17 agosto 2007    | BATTeRS                   |
| 210208 -            | 2007 QX7                 | 21 agosto 2007    | LONEOS                    |
| 210209 -            | 2007 QC8                 | 21 agosto 2007    | LONEOS                    |
| 210210 Songjian     | 2007 QS12                | 16 agosto 2007    | PMO NEO Survey Program    |
| 210211 -            | 2007 QZ12                | 24 agosto 2007    | Spacewatch                |
| 210212 -            | 2007 RP1                 | 4 settembre 2007  | Lowe, A.                  |
| 210213 Hasler-Gloor | 2007 RP14                | 11 settembre 2007 | Griesser, M.              |
| 210214 -            | 2007 RB27                | 4 settembre 2007  | CSS                       |
| 210215 -            | 2007 RQ30                | 5 settembre 2007  | LONEOS                    |
| 210216 -            | 2007 RA32                | 5 settembre 2007  | CSS                       |
| 210217 -            | 2007 RZ32                | 5 settembre 2007  | CSS                       |
| 210218 -            | 2007 RX37                | 8 settembre 2007  | LONEOS                    |
| 210219 -            | 2007 RC47                | 9 settembre 2007  | Mount Lemmon Survey       |
| 210220 -            | 2007 RN54                | 9 settembre 2007  | Spacewatch                |
| 210221 -            | 2007 RR60                | 10 settembre 2007 | CSS                       |
| 210222 -            | 2007 RT89                | 10 settembre 2007 | Mount Lemmon Survey       |
| 210223 -            | 2007 RC92                | 10 settembre 2007 | Spacewatch                |
| 210224 -            | 2007 RX93                | 10 settembre 2007 | Spacewatch                |
| 210225 -            | 2007 RA97                | 10 settembre 2007 | Mount Lemmon Survey       |
| 210226 -            | 2007 RZ98                | 10 settembre 2007 | Spacewatch                |
| 210227 -            | 2007 RJ103               | 11 settembre 2007 | CSS                       |
| 210228 -            | 2007 RT111               | 11 settembre 2007 | Spacewatch                |
| 210229 -            | 2007 RA113               | 11 settembre 2007 | Spacewatch                |
| 210230 Linyuanpei   | 2007 RF119               | 11 settembre 2007 | PMO NEO Survey Program    |
| 210231 Wangdemin    | 2007 RH119               | 11 settembre 2007 | PMO NEO Survey Program    |
| 210232 Zhangjinqiu  | 2007 RV119               | 11 settembre 2007 | PMO NEO Survey Program    |
| 210233 -            | 2007 RV129               | 12 settembre 2007 | Mount Lemmon Survey       |
| 210234 -            | 2007 RW137               | 14 settembre 2007 | LONEOS                    |
| 210235 -            | 2007 RC142               | 13 settembre 2007 | LINEAR                    |
| 210236 -            | 2007 RN146               | 15 settembre 2007 | LINEAR                    |
| 210237 -            | 2007 RQ154               | 10 settembre 2007 | CSS                       |
| 210238 -            | 2007 RX162               | 10 settembre 2007 | Spacewatch                |
| 210239 -            | 2007 RQ173               | 10 settembre 2007 | Spacewatch                |
| 210240 -            | 2007 RJ180               | 11 settembre 2007 | CSS                       |
| 210241 -            | 2007 RM194               | 12 settembre 2007 | Spacewatch                |
| 210242 -            | 2007 RD203               | 13 settembre 2007 | Spacewatch                |
| 210243 -            | 2007 RB205               | 9 settembre 2007  | Spacewatch                |
| 210244 -            | 2007 RH209               | 10 settembre 2007 | Spacewatch                |
| 210245 Castets      | 2007 RG216               | 13 settembre 2007 | Pic du Midi               |
| 210246 -            | 2007 RC234               | 12 settembre 2007 | CSS                       |
| 210247 -            | 2007 RJ234               | 12 settembre 2007 | CSS                       |
| 210248 -            | 2007 RV235               | 12 settembre 2007 | LONEOS                    |
| 210249 -            | 2007 RH241               | 10 settembre 2007 | CSS                       |
| 210250 -            | 2007 RY242               | 15 settembre 2007 | LINEAR                    |
| 210251 -            | 2007 RT243               | 13 settembre 2007 | CSS                       |
| 210252 -            | 2007 RF257               | 14 settembre 2007 | Spacewatch                |
| 210253 -            | 2007 RM270               | 15 settembre 2007 | Mount Lemmon Survey       |
| 210254 -            | 2007 RG275               | 13 settembre 2007 | Mount Lemmon Survey       |
| 210255 -            | 2007 RY283               | 9 settembre 2007  | Mount Lemmon Survey       |
| 210256 -            | 2007 RO284               | 11 settembre 2007 | Mount Lemmon Survey       |
| 210257 -            | 2007 RK285               | 13 settembre 2007 | Mount Lemmon Survey       |
| 210258 -            | 2007 RW285               | 14 settembre 2007 | Mount Lemmon Survey       |
| 210259 -            | 2007 RO290               | 10 settembre 2007 | Mount Lemmon Survey       |
| 210260 -            | 2007 RE291               | 14 settembre 2007 | Mount Lemmon Survey       |
| 210261 -            | 2007 RM292               | 12 settembre 2007 | Mount Lemmon Survey       |
| 210262 -            | 2007 RP295               | 14 settembre 2007 | Mount Lemmon Survey       |
| 210263 -            | 2007 RC303               | 11 settembre 2007 | Spacewatch                |
| 210264 -            | 2007 SY2                 | 16 settembre 2007 | LINEAR                    |
| 210265 -            | 2007 SM5                 | 18 settembre 2007 | LINEAR                    |
| 210266 -            | 2007 SA6                 | 21 settembre 2007 | LINEAR                    |
| 210267 -            | 2007 SD17                | 30 settembre 2007 | Spacewatch                |
| 210268 -            | 2007 ST18                | 18 settembre 2007 | LONEOS                    |
| 210269 -            | 2007 SB19                | 26 settembre 2007 | Mount Lemmon Survey       |
| 210270 -            | 2007 TL2                 | 4 ottobre 2007    | Spacewatch                |
| 210271 Samarkand    | 2007 TU2                 | 2 ottobre 2007    | Khafizov, B., Sergeev, A. |
| 210272 -            | 2007 TM7                 | 7 ottobre 2007    | OAM                       |
| 210273 -            | 2007 TD8                 | 7 ottobre 2007    | Lowe, A.                  |
| 210274 -            | 2007 TH9                 | 6 ottobre 2007    | LINEAR                    |
| 210275 -            | 2007 TA12                | 6 ottobre 2007    | LINEAR                    |
| 210276 -            | 2007 TU12                | 6 ottobre 2007    | LINEAR                    |
| 210277 -            | 2007 TW13                | 7 ottobre 2007    | LINEAR                    |
| 210278 -            | 2007 TJ29                | 4 ottobre 2007    | Spacewatch                |
| 210279 -            | 2007 TS29                | 4 ottobre 2007    | Spacewatch                |
| 210280 -            | 2007 TS39                | 6 ottobre 2007    | Spacewatch                |
| 210281 -            | 2007 TV43                | 7 ottobre 2007    | Mount Lemmon Survey       |
| 210282 -            | 2007 TW43                | 7 ottobre 2007    | Mount Lemmon Survey       |
| 210283 -            | 2007 TX43                | 7 ottobre 2007    | Mount Lemmon Survey       |
| 210284 -            | 2007 TZ50                | 4 ottobre 2007    | Spacewatch                |
| 210285 -            | 2007 TS52                | 4 ottobre 2007    | Spacewatch                |
| 210286 -            | 2007 TZ55                | 4 ottobre 2007    | Spacewatch                |
| 210287 -            | 2007 TM60                | 6 ottobre 2007    | Spacewatch                |
| 210288 -            | 2007 TN60                | 6 ottobre 2007    | Spacewatch                |
| 210289 -            | 2007 TT67                | 8 ottobre 2007    | LONEOS                    |
| 210290 Borsellino   | 2007 TE69                | 13 ottobre 2007   | Casulli, V. S.            |
| 210291 -            | 2007 TE72                | 14 ottobre 2007   | Bickel, W.                |
| 210292 Mayongsheng  | 2007 TW79                | 6 ottobre 2007    | PMO NEO Survey Program    |
| 210293 -            | 2007 TD80                | 7 ottobre 2007    | CSS                       |
| 210294 -            | 2007 TT92                | 5 ottobre 2007    | Lacruz, J.                |
| 210295 -            | 2007 TM94                | 7 ottobre 2007    | CSS                       |
| 210296 -            | 2007 TX94                | 7 ottobre 2007    | CSS                       |
| 210297 -            | 2007 TF97                | 8 ottobre 2007    | Mount Lemmon Survey       |
| 210298 -            | 2007 TE105               | 13 ottobre 2007   | Calvin College            |
| 210299 -            | 2007 TE109               | 7 ottobre 2007    | CSS                       |
| 210300 -            | 2007 TP113               | 8 ottobre 2007    | LONEOS                    |

## 210301-210400
| Nome             | Designazione provvisoria | Data di scoperta | Scopritore          |
| ---------------- | ------------------------ | ---------------- | ------------------- |
| 210301 -         | 2007 TX123               | 6 ottobre 2007   | Spacewatch          |
| 210302 -         | 2007 TR126               | 6 ottobre 2007   | Spacewatch          |
| 210303 -         | 2007 TP141               | 9 ottobre 2007   | Mount Lemmon Survey |
| 210304 -         | 2007 TN143               | 6 ottobre 2007   | LINEAR              |
| 210305 -         | 2007 TP146               | 6 ottobre 2007   | LINEAR              |
| 210306 -         | 2007 TQ149               | 8 ottobre 2007   | LINEAR              |
| 210307 -         | 2007 TJ151               | 9 ottobre 2007   | LINEAR              |
| 210308 -         | 2007 TX154               | 9 ottobre 2007   | LINEAR              |
| 210309 -         | 2007 TZ155               | 9 ottobre 2007   | LINEAR              |
| 210310 -         | 2007 TQ156               | 9 ottobre 2007   | LINEAR              |
| 210311 -         | 2007 TS156               | 9 ottobre 2007   | LINEAR              |
| 210312 -         | 2007 TQ160               | 9 ottobre 2007   | LINEAR              |
| 210313 -         | 2007 TM165               | 11 ottobre 2007  | LINEAR              |
| 210314 -         | 2007 TB167               | 12 ottobre 2007  | LINEAR              |
| 210315 -         | 2007 TW190               | 4 ottobre 2007   | Mount Lemmon Survey |
| 210316 -         | 2007 TZ213               | 7 ottobre 2007   | Spacewatch          |
| 210317 -         | 2007 TM217               | 7 ottobre 2007   | Spacewatch          |
| 210318 -         | 2007 TS218               | 7 ottobre 2007   | Spacewatch          |
| 210319 -         | 2007 TG228               | 8 ottobre 2007   | Spacewatch          |
| 210320 -         | 2007 TM231               | 8 ottobre 2007   | Mount Lemmon Survey |
| 210321 -         | 2007 TG232               | 8 ottobre 2007   | Spacewatch          |
| 210322 -         | 2007 TR239               | 10 ottobre 2007  | Mount Lemmon Survey |
| 210323 -         | 2007 TW241               | 7 ottobre 2007   | Crni Vrh            |
| 210324 -         | 2007 TH245               | 8 ottobre 2007   | CSS                 |
| 210325 -         | 2007 TD246               | 9 ottobre 2007   | Spacewatch          |
| 210326 -         | 2007 TJ255               | 10 ottobre 2007  | Spacewatch          |
| 210327 -         | 2007 TW260               | 10 ottobre 2007  | Spacewatch          |
| 210328 -         | 2007 TV278               | 11 ottobre 2007  | Mount Lemmon Survey |
| 210329 -         | 2007 TZ278               | 11 ottobre 2007  | Mount Lemmon Survey |
| 210330 -         | 2007 TG281               | 7 ottobre 2007   | Mount Lemmon Survey |
| 210331 -         | 2007 TE303               | 12 ottobre 2007  | Spacewatch          |
| 210332 -         | 2007 TP317               | 12 ottobre 2007  | Spacewatch          |
| 210333 -         | 2007 TC318               | 12 ottobre 2007  | Spacewatch          |
| 210334 -         | 2007 TH355               | 11 ottobre 2007  | CSS                 |
| 210335 -         | 2007 TT367               | 10 ottobre 2007  | Mount Lemmon Survey |
| 210336 -         | 2007 TT380               | 14 ottobre 2007  | Spacewatch          |
| 210337 -         | 2007 TY380               | 14 ottobre 2007  | Spacewatch          |
| 210338 -         | 2007 TQ381               | 14 ottobre 2007  | Spacewatch          |
| 210339 -         | 2007 TD382               | 14 ottobre 2007  | Spacewatch          |
| 210340 -         | 2007 TZ382               | 14 ottobre 2007  | Spacewatch          |
| 210341 -         | 2007 TB386               | 15 ottobre 2007  | CSS                 |
| 210342 -         | 2007 TS388               | 13 ottobre 2007  | CSS                 |
| 210343 -         | 2007 TX410               | 15 ottobre 2007  | LUSS                |
| 210344 -         | 2007 TV428               | 11 ottobre 2007  | Spacewatch          |
| 210345 Barbon    | 2007 UQ                  | 16 ottobre 2007  | Casulli, V. S.      |
| 210346 -         | 2007 UM1                 | 16 ottobre 2007  | BATTeRS             |
| 210347 -         | 2007 UT1                 | 17 ottobre 2007  | Healy, D.           |
| 210348 -         | 2007 UY3                 | 17 ottobre 2007  | BATTeRS             |
| 210349 -         | 2007 UJ4                 | 16 ottobre 2007  | BATTeRS             |
| 210350 Mariolisa | 2007 UA7                 | 22 ottobre 2007  | Tozzi, F.           |
| 210351 -         | 2007 UG10                | 17 ottobre 2007  | LONEOS              |
| 210352 -         | 2007 UG11                | 18 ottobre 2007  | LINEAR              |
| 210353 -         | 2007 US18                | 18 ottobre 2007  | Mount Lemmon Survey |
| 210354 -         | 2007 UV19                | 18 ottobre 2007  | Mount Lemmon Survey |
| 210355 -         | 2007 UF36                | 19 ottobre 2007  | CSS                 |
| 210356 -         | 2007 UP41                | 16 ottobre 2007  | Spacewatch          |
| 210357 -         | 2007 UE47                | 21 ottobre 2007  | Spacewatch          |
| 210358 -         | 2007 UN48                | 20 ottobre 2007  | Mount Lemmon Survey |
| 210359 -         | 2007 UO49                | 24 ottobre 2007  | Mount Lemmon Survey |
| 210360 -         | 2007 UR54                | 30 ottobre 2007  | Spacewatch          |
| 210361 -         | 2007 UB60                | 30 ottobre 2007  | Mount Lemmon Survey |
| 210362 -         | 2007 UF61                | 30 ottobre 2007  | Mount Lemmon Survey |
| 210363 -         | 2007 UA88                | 30 ottobre 2007  | Spacewatch          |
| 210364 -         | 2007 UX91                | 30 ottobre 2007  | Mount Lemmon Survey |
| 210365 -         | 2007 UZ98                | 30 ottobre 2007  | Spacewatch          |
| 210366 -         | 2007 UU111               | 30 ottobre 2007  | Mount Lemmon Survey |
| 210367 -         | 2007 UM113               | 31 ottobre 2007  | Spacewatch          |
| 210368 -         | 2007 UZ115               | 31 ottobre 2007  | Spacewatch          |
| 210369 -         | 2007 UK128               | 20 ottobre 2007  | Mount Lemmon Survey |
| 210370 -         | 2007 VV11                | 5 novembre 2007  | Spacewatch          |
| 210371 -         | 2007 VL25                | 2 novembre 2007  | CSS                 |
| 210372 -         | 2007 VR34                | 3 novembre 2007  | Spacewatch          |
| 210373 -         | 2007 VX38                | 2 novembre 2007  | CSS                 |
| 210374 -         | 2007 VG39                | 3 novembre 2007  | Spacewatch          |
| 210375 -         | 2007 VG58                | 1 novembre 2007  | Spacewatch          |
| 210376 -         | 2007 VV62                | 1 novembre 2007  | Spacewatch          |
| 210377 -         | 2007 VB63                | 1 novembre 2007  | Spacewatch          |
| 210378 -         | 2007 VD63                | 1 novembre 2007  | Spacewatch          |
| 210379 -         | 2007 VN80                | 3 novembre 2007  | Spacewatch          |
| 210380 -         | 2007 VB85                | 1 novembre 2007  | LINEAR              |
| 210381 -         | 2007 VB87                | 2 novembre 2007  | LINEAR              |
| 210382 -         | 2007 VB88                | 2 novembre 2007  | LINEAR              |
| 210383 -         | 2007 VF96                | 9 novembre 2007  | Molnar, L. A.       |
| 210384 -         | 2007 VL98                | 2 novembre 2007  | Spacewatch          |
| 210385 -         | 2007 VE110               | 3 novembre 2007  | Spacewatch          |
| 210386 -         | 2007 VW118               | 4 novembre 2007  | Spacewatch          |
| 210387 -         | 2007 VQ129               | 1 novembre 2007  | Mount Lemmon Survey |
| 210388 -         | 2007 VK130               | 1 novembre 2007  | Mount Lemmon Survey |
| 210389 -         | 2007 VA149               | 7 novembre 2007  | Spacewatch          |
| 210390 -         | 2007 VC149               | 7 novembre 2007  | Spacewatch          |
| 210391 -         | 2007 VN164               | 5 novembre 2007  | Spacewatch          |
| 210392 -         | 2007 VU167               | 5 novembre 2007  | Spacewatch          |
| 210393 -         | 2007 VN179               | 7 novembre 2007  | Mount Lemmon Survey |
| 210394 -         | 2007 VQ180               | 7 novembre 2007  | CSS                 |
| 210395 -         | 2007 VR185               | 9 novembre 2007  | Spacewatch          |
| 210396 -         | 2007 VY196               | 7 novembre 2007  | Mount Lemmon Survey |
| 210397 -         | 2007 VH224               | 8 novembre 2007  | Spacewatch          |
| 210398 -         | 2007 VM238               | 13 novembre 2007 | Spacewatch          |
| 210399 -         | 2007 VV240               | 9 novembre 2007  | CSS                 |
| 210400 -         | 2007 VE245               | 14 novembre 2007 | BATTeRS             |

## 210401-210500
| Nome                 | Designazione provvisoria | Data di scoperta  | Scopritore                                                |
| -------------------- | ------------------------ | ----------------- | --------------------------------------------------------- |
| 210401 -             | 2007 VY253               | 14 novembre 2007  | Mount Lemmon Survey                                       |
| 210402 -             | 2007 VJ254               | 15 novembre 2007  | CSS                                                       |
| 210403 -             | 2007 VW264               | 13 novembre 2007  | Spacewatch                                                |
| 210404 -             | 2007 VO299               | 12 novembre 2007  | CSS                                                       |
| 210405 -             | 2007 VG300               | 13 novembre 2007  | CSS                                                       |
| 210406 -             | 2007 VG308               | 5 novembre 2007   | Spacewatch                                                |
| 210407 -             | 2007 VS315               | 8 novembre 2007   | CSS                                                       |
| 210408 -             | 2007 WF6                 | 17 novembre 2007  | LINEAR                                                    |
| 210409 -             | 2007 WD7                 | 18 novembre 2007  | LINEAR                                                    |
| 210410 -             | 2007 WX11                | 18 novembre 2007  | Mount Lemmon Survey                                       |
| 210411 -             | 2007 WN58                | 17 novembre 2007  | Spacewatch                                                |
| 210412 -             | 2007 WD60                | 21 novembre 2007  | Mount Lemmon Survey                                       |
| 210413 -             | 2007 XL4                 | 3 dicembre 2007   | CSS                                                       |
| 210414 Gebartolomei  | 2007 XT4                 | 3 dicembre 2007   | Tesi, L., Fagioli, G.                                     |
| 210415 -             | 2007 XD6                 | 4 dicembre 2007   | CSS                                                       |
| 210416 -             | 2007 XJ7                 | 4 dicembre 2007   | Mount Lemmon Survey                                       |
| 210417 -             | 2007 XW10                | 4 dicembre 2007   | Mount Lemmon Survey                                       |
| 210418 -             | 2007 XZ12                | 4 dicembre 2007   | Spacewatch                                                |
| 210419 -             | 2007 XK41                | 15 dicembre 2007  | LINEAR                                                    |
| 210420 -             | 2007 XP44                | 15 dicembre 2007  | Spacewatch                                                |
| 210421 Freundtamás   | 2007 YD3                 | 19 dicembre 2007  | Sárneczky, K.                                             |
| 210422 -             | 2007 YP15                | 16 dicembre 2007  | Spacewatch                                                |
| 210423 -             | 2007 YW51                | 30 dicembre 2007  | Spacewatch                                                |
| 210424 -             | 2008 AO7                 | 10 gennaio 2008   | Spacewatch                                                |
| 210425 Imogene       | 2008 AM31                | 10 gennaio 2008   | Prairie School                                            |
| 210426 -             | 2008 AV72                | 7 gennaio 2008    | Birtwhistle, P.                                           |
| 210427 -             | 2008 EB93                | 1 marzo 2008      | Mount Lemmon Survey                                       |
| 210428 -             | 2008 SM168               | 28 settembre 2008 | LINEAR                                                    |
| 210429 -             | 2008 UG230               | 25 ottobre 2008   | Spacewatch                                                |
| 210430 -             | 2008 WO79                | 20 novembre 2008  | Spacewatch                                                |
| 210431 -             | 2008 WH82                | 20 novembre 2008  | Spacewatch                                                |
| 210432 Dietmarhopp   | 2008 XA7                 | 8 dicembre 2008   | Hormuth, F.                                               |
| 210433 Ullithiele    | 2008 YT1                 | 21 dicembre 2008  | Hormuth, F.                                               |
| 210434 Fungyuancheng | 2008 YH14                | 20 dicembre 2008  | Lin, H.-C., Ye, Q.-z.                                     |
| 210435 Pollackmihály | 2008 YD26                | 28 dicembre 2008  | Sárneczky, K.                                             |
| 210436 -             | 2008 YZ29                | 29 dicembre 2008  | Ory, M.                                                   |
| 210437 -             | 2008 YR38                | 29 dicembre 2008  | CSS                                                       |
| 210438 -             | 2008 YW61                | 30 dicembre 2008  | Mount Lemmon Survey                                       |
| 210439 -             | 2008 YO63                | 30 dicembre 2008  | Mount Lemmon Survey                                       |
| 210440 -             | 2008 YD104               | 29 dicembre 2008  | Spacewatch                                                |
| 210441 -             | 2008 YW127               | 30 dicembre 2008  | Spacewatch                                                |
| 210442 -             | 2008 YL135               | 30 dicembre 2008  | OAM                                                       |
| 210443 -             | 2009 BN                  | 16 gennaio 2009   | Chante-Perdrix                                            |
| 210444 Frithjof      | 2009 BX                  | 16 gennaio 2009   | Hormuth, F.                                               |
| 210445 -             | 2009 BO1                 | 17 gennaio 2009   | Lowe, A.                                                  |
| 210446 -             | 2009 BH64                | 20 gennaio 2009   | CSS                                                       |
| 210447 -             | 2009 BE70                | 25 gennaio 2009   | CSS                                                       |
| 210448 -             | 2009 BW78                | 30 gennaio 2009   | Kachina                                                   |
| 210449 -             | 2136 P-L                 | 24 settembre 1960 | van Houten, C. J., van Houten-Groeneveld, I., Gehrels, T. |
| 210450 -             | 2619 P-L                 | 24 settembre 1960 | van Houten, C. J., van Houten-Groeneveld, I., Gehrels, T. |
| 210451 -             | 2806 P-L                 | 24 settembre 1960 | van Houten, C. J., van Houten-Groeneveld, I., Gehrels, T. |
| 210452 -             | 2032 T-2                 | 29 settembre 1973 | van Houten, C. J., van Houten-Groeneveld, I., Gehrels, T. |
| 210453 -             | 2673 T-3                 | 11 ottobre 1977   | van Houten, C. J., van Houten-Groeneveld, I., Gehrels, T. |
| 210454 -             | 4307 T-3                 | 16 ottobre 1977   | van Houten, C. J., van Houten-Groeneveld, I., Gehrels, T. |
| 210455 -             | 1981 EY44                | 7 marzo 1981      | Bus, S. J.                                                |
| 210456 -             | 1991 TQ9                 | 6 ottobre 1991    | Spacewatch                                                |
| 210457 -             | 1993 FH9                 | 17 marzo 1993     | UESAC                                                     |
| 210458 -             | 1993 FV42                | 19 marzo 1993     | UESAC                                                     |
| 210459 -             | 1993 TC26                | 9 ottobre 1993    | Elst, E. W.                                               |
| 210460 -             | 1994 AD9                 | 8 gennaio 1994    | Spacewatch                                                |
| 210461 -             | 1994 CN7                 | 15 febbraio 1994  | Spacewatch                                                |
| 210462 -             | 1994 SS6                 | 28 settembre 1994 | Spacewatch                                                |
| 210463 -             | 1994 SC10                | 28 settembre 1994 | Spacewatch                                                |
| 210464 -             | 1994 VW7                 | 5 novembre 1994   | Spacewatch                                                |
| 210465 -             | 1994 XB2                 | 1 dicembre 1994   | Spacewatch                                                |
| 210466 -             | 1995 FL5                 | 23 marzo 1995     | Spacewatch                                                |
| 210467 -             | 1995 HW3                 | 26 aprile 1995    | Spacewatch                                                |
| 210468 -             | 1995 SW8                 | 17 settembre 1995 | Spacewatch                                                |
| 210469 -             | 1995 SA9                 | 17 settembre 1995 | Spacewatch                                                |
| 210470 -             | 1995 SO18                | 18 settembre 1995 | Spacewatch                                                |
| 210471 -             | 1995 SC19                | 18 settembre 1995 | Spacewatch                                                |
| 210472 -             | 1995 SX24                | 19 settembre 1995 | Spacewatch                                                |
| 210473 -             | 1995 SQ52                | 29 settembre 1995 | Spacewatch                                                |
| 210474 -             | 1995 ST58                | 24 settembre 1995 | Spacewatch                                                |
| 210475 -             | 1995 SC64                | 26 settembre 1995 | Spacewatch                                                |
| 210476 -             | 1995 UF1                 | 22 ottobre 1995   | Klet                                                      |
| 210477 -             | 1995 UD18                | 18 ottobre 1995   | Spacewatch                                                |
| 210478 -             | 1995 UN66                | 17 ottobre 1995   | Spacewatch                                                |
| 210479 -             | 1995 XE5                 | 14 dicembre 1995  | Spacewatch                                                |
| 210480 -             | 1996 EH7                 | 11 marzo 1996     | Spacewatch                                                |
| 210481 -             | 1996 HQ1                 | 20 aprile 1996    | AMOS                                                      |
| 210482 -             | 1996 RW1                 | 11 settembre 1996 | NEAT                                                      |
| 210483 -             | 1996 RG7                 | 5 settembre 1996  | Spacewatch                                                |
| 210484 -             | 1996 RG19                | 15 settembre 1996 | Spacewatch                                                |
| 210485 -             | 1996 TK                  | 3 ottobre 1996    | Comba, P. G.                                              |
| 210486 -             | 1996 TW18                | 4 ottobre 1996    | Spacewatch                                                |
| 210487 -             | 1996 VM9                 | 3 novembre 1996   | Spacewatch                                                |
| 210488 -             | 1996 XT10                | 2 dicembre 1996   | Spacewatch                                                |
| 210489 -             | 1997 AB22                | 15 gennaio 1997   | Sato, N.                                                  |
| 210490 -             | 1997 CN11                | 3 febbraio 1997   | Spacewatch                                                |
| 210491 -             | 1997 GP2                 | 7 aprile 1997     | Spacewatch                                                |
| 210492 -             | 1997 ST9                 | 28 settembre 1997 | Spacewatch                                                |
| 210493 -             | 1997 SO23                | 29 settembre 1997 | Spacewatch                                                |
| 210494 -             | 1997 SO34                | 28 settembre 1997 | Williams, K. A.                                           |
| 210495 -             | 1998 FK53                | 20 marzo 1998     | LINEAR                                                    |
| 210496 -             | 1998 FP67                | 20 marzo 1998     | LINEAR                                                    |
| 210497 -             | 1998 HH5                 | 22 aprile 1998    | Spacewatch                                                |
| 210498 -             | 1998 HZ10                | 17 aprile 1998    | Spacewatch                                                |
| 210499 -             | 1998 HM21                | 20 aprile 1998    | LINEAR                                                    |
| 210500 -             | 1998 HN25                | 18 aprile 1998    | Spacewatch                                                |

## 210501-210600
| Nome              | Designazione provvisoria | Data di scoperta  | Scopritore                           |
| ----------------- | ------------------------ | ----------------- | ------------------------------------ |
| 210501 -          | 1998 HG50                | 28 aprile 1998    | Spacewatch                           |
| 210502 -          | 1998 HK53                | 21 aprile 1998    | LINEAR                               |
| 210503 -          | 1998 HF88                | 21 aprile 1998    | LINEAR                               |
| 210504 -          | 1998 HZ95                | 21 aprile 1998    | LINEAR                               |
| 210505 -          | 1998 HG116               | 23 aprile 1998    | LINEAR                               |
| 210506 -          | 1998 KZ2                 | 18 maggio 1998    | Spacewatch                           |
| 210507 -          | 1998 KL11                | 22 maggio 1998    | Spacewatch                           |
| 210508 -          | 1998 MV15                | 26 giugno 1998    | Spacewatch                           |
| 210509 -          | 1998 MW30                | 27 giugno 1998    | Spacewatch                           |
| 210510 -          | 1998 NR                  | 11 luglio 1998    | Zoltowski, F. B.                     |
| 210511 -          | 1998 OX11                | 22 luglio 1998    | Broughton, J.                        |
| 210512 -          | 1998 QV5                 | 23 agosto 1998    | Spacewatch                           |
| 210513 -          | 1998 QR70                | 24 agosto 1998    | LINEAR                               |
| 210514 -          | 1998 QC86                | 24 agosto 1998    | LINEAR                               |
| 210515 -          | 1998 RP15                | 15 settembre 1998 | Spacewatch                           |
| 210516 -          | 1998 RB49                | 14 settembre 1998 | LINEAR                               |
| 210517 -          | 1998 RM55                | 14 settembre 1998 | LINEAR                               |
| 210518 -          | 1998 SX43                | 26 settembre 1998 | Beijing Schmidt CCD Asteroid Program |
| 210519 -          | 1998 SX44                | 25 settembre 1998 | Spacewatch                           |
| 210520 -          | 1998 SA85                | 26 settembre 1998 | LINEAR                               |
| 210521 -          | 1998 SG115               | 26 settembre 1998 | LINEAR                               |
| 210522 -          | 1998 SL116               | 26 settembre 1998 | LINEAR                               |
| 210523 -          | 1998 SB171               | 25 settembre 1998 | LONEOS                               |
| 210524 -          | 1998 TK25                | 14 ottobre 1998   | Spacewatch                           |
| 210525 -          | 1998 UP26                | 18 ottobre 1998   | Elst, E. W.                          |
| 210526 -          | 1998 VC41                | 14 novembre 1998  | Spacewatch                           |
| 210527 -          | 1998 VA47                | 14 novembre 1998  | Spacewatch                           |
| 210528 -          | 1999 AW13                | 8 gennaio 1999    | Spacewatch                           |
| 210529 -          | 1999 AF15                | 8 gennaio 1999    | Spacewatch                           |
| 210530 -          | 1999 CD135               | 7 febbraio 1999   | Spacewatch                           |
| 210531 -          | 1999 FB1                 | 17 marzo 1999     | ODAS                                 |
| 210532 Grantmckee | 1999 FA74                | 20 marzo 1999     | Sloan Digital Sky Survey             |
| 210533 Seanmisner | 1999 FE74                | 20 marzo 1999     | Sloan Digital Sky Survey             |
| 210534 -          | 1999 GH3                 | 7 aprile 1999     | Spacewatch                           |
| 210535 -          | 1999 GE14                | 14 aprile 1999    | Spacewatch                           |
| 210536 -          | 1999 HY6                 | 19 aprile 1999    | Spacewatch                           |
| 210537 -          | 1999 JB123               | 13 maggio 1999    | LINEAR                               |
| 210538 -          | 1999 LO3                 | 9 giugno 1999     | Spacewatch                           |
| 210539 -          | 1999 RD                  | 2 settembre 1999  | Modra                                |
| 210540 -          | 1999 RW                  | 4 settembre 1999  | CSS                                  |
| 210541 -          | 1999 RN8                 | 4 settembre 1999  | Spacewatch                           |
| 210542 -          | 1999 RG57                | 7 settembre 1999  | LINEAR                               |
| 210543 -          | 1999 RR58                | 7 settembre 1999  | LINEAR                               |
| 210544 -          | 1999 RC70                | 7 settembre 1999  | LINEAR                               |
| 210545 -          | 1999 RM164               | 9 settembre 1999  | LINEAR                               |
| 210546 -          | 1999 RQ174               | 9 settembre 1999  | LINEAR                               |
| 210547 -          | 1999 RG178               | 9 settembre 1999  | LINEAR                               |
| 210548 -          | 1999 RY254               | 7 settembre 1999  | LONEOS                               |
| 210549 -          | 1999 TG3                 | 4 ottobre 1999    | Comba, P. G.                         |
| 210550 -          | 1999 TH3                 | 4 ottobre 1999    | Comba, P. G.                         |
| 210551 -          | 1999 TP4                 | 3 ottobre 1999    | LINEAR                               |
| 210552 -          | 1999 TA28                | 3 ottobre 1999    | LINEAR                               |
| 210553 -          | 1999 TM29                | 4 ottobre 1999    | LINEAR                               |
| 210554 -          | 1999 TO40                | 5 ottobre 1999    | CSS                                  |
| 210555 -          | 1999 TZ42                | 3 ottobre 1999    | Spacewatch                           |
| 210556 -          | 1999 TU46                | 4 ottobre 1999    | Spacewatch                           |
| 210557 -          | 1999 TO65                | 8 ottobre 1999    | Spacewatch                           |
| 210558 -          | 1999 TW87                | 15 ottobre 1999   | Spacewatch                           |
| 210559 -          | 1999 TA136               | 6 ottobre 1999    | LINEAR                               |
| 210560 -          | 1999 TV150               | 7 ottobre 1999    | LINEAR                               |
| 210561 -          | 1999 TE168               | 10 ottobre 1999   | LINEAR                               |
| 210562 -          | 1999 TY168               | 10 ottobre 1999   | LINEAR                               |
| 210563 -          | 1999 TD176               | 10 ottobre 1999   | LINEAR                               |
| 210564 -          | 1999 TR195               | 12 ottobre 1999   | LINEAR                               |
| 210565 -          | 1999 TZ201               | 13 ottobre 1999   | LINEAR                               |
| 210566 -          | 1999 TG207               | 14 ottobre 1999   | LINEAR                               |
| 210567 -          | 1999 TV214               | 15 ottobre 1999   | LINEAR                               |
| 210568 -          | 1999 TB218               | 15 ottobre 1999   | LINEAR                               |
| 210569 -          | 1999 TG234               | 3 ottobre 1999    | LINEAR                               |
| 210570 -          | 1999 TK255               | 9 ottobre 1999    | Spacewatch                           |
| 210571 -          | 1999 TU257               | 9 ottobre 1999    | LINEAR                               |
| 210572 -          | 1999 TV312               | 8 ottobre 1999    | CSS                                  |
| 210573 -          | 1999 UL20                | 31 ottobre 1999   | Spacewatch                           |
| 210574 -          | 1999 UY22                | 31 ottobre 1999   | Spacewatch                           |
| 210575 -          | 1999 UR31                | 31 ottobre 1999   | Spacewatch                           |
| 210576 -          | 1999 VW7                 | 7 novembre 1999   | Korlević, K.                         |
| 210577 -          | 1999 VV31                | 3 novembre 1999   | LINEAR                               |
| 210578 -          | 1999 VN64                | 4 novembre 1999   | LINEAR                               |
| 210579 -          | 1999 VS65                | 4 novembre 1999   | LINEAR                               |
| 210580 -          | 1999 VN74                | 5 novembre 1999   | Spacewatch                           |
| 210581 -          | 1999 VP102               | 9 novembre 1999   | LINEAR                               |
| 210582 -          | 1999 VS157               | 14 novembre 1999  | LINEAR                               |
| 210583 -          | 1999 VX182               | 9 novembre 1999   | LINEAR                               |
| 210584 -          | 1999 VE189               | 15 novembre 1999  | LINEAR                               |
| 210585 -          | 1999 VT191               | 9 novembre 1999   | LINEAR                               |
| 210586 -          | 1999 VL224               | 5 novembre 1999   | Spacewatch                           |
| 210587 -          | 1999 XL12                | 5 dicembre 1999   | LINEAR                               |
| 210588 -          | 1999 XB28                | 6 dicembre 1999   | LINEAR                               |
| 210589 -          | 1999 XU40                | 7 dicembre 1999   | LINEAR                               |
| 210590 -          | 1999 XA51                | 7 dicembre 1999   | LINEAR                               |
| 210591 -          | 1999 XH70                | 7 dicembre 1999   | LINEAR                               |
| 210592 -          | 1999 XW97                | 7 dicembre 1999   | LINEAR                               |
| 210593 -          | 1999 XP109               | 4 dicembre 1999   | CSS                                  |
| 210594 -          | 1999 XY123               | 7 dicembre 1999   | CSS                                  |
| 210595 -          | 1999 XA147               | 7 dicembre 1999   | Spacewatch                           |
| 210596 -          | 1999 XC239               | 7 dicembre 1999   | Spacewatch                           |
| 210597 -          | 1999 XQ240               | 8 dicembre 1999   | CSS                                  |
| 210598 -          | 1999 XG241               | 12 dicembre 1999  | CSS                                  |
| 210599 -          | 1999 YG6                 | 30 dicembre 1999  | LINEAR                               |
| 210600 -          | 2000 AM1                 | 2 gennaio 2000    | LINEAR                               |

## 210601-210700
| Nome               | Designazione provvisoria | Data di scoperta  | Scopritore               |
| ------------------ | ------------------------ | ----------------- | ------------------------ |
| 210601 -           | 2000 AJ4                 | 3 gennaio 2000    | Spacewatch               |
| 210602 -           | 2000 AO21                | 3 gennaio 2000    | LINEAR                   |
| 210603 -           | 2000 AD48                | 4 gennaio 2000    | McGaha, J.               |
| 210604 -           | 2000 AW68                | 5 gennaio 2000    | LINEAR                   |
| 210605 -           | 2000 AD79                | 5 gennaio 2000    | LINEAR                   |
| 210606 -           | 2000 AB82                | 5 gennaio 2000    | LINEAR                   |
| 210607 -           | 2000 AF115               | 5 gennaio 2000    | LINEAR                   |
| 210608 -           | 2000 AC230               | 3 gennaio 2000    | LINEAR                   |
| 210609 -           | 2000 AF238               | 6 gennaio 2000    | LINEAR                   |
| 210610 -           | 2000 BQ9                 | 26 gennaio 2000   | Spacewatch               |
| 210611 -           | 2000 BH20                | 26 gennaio 2000   | Spacewatch               |
| 210612 -           | 2000 CD8                 | 2 febbraio 2000   | LINEAR                   |
| 210613 -           | 2000 CO78                | 8 febbraio 2000   | Spacewatch               |
| 210614 -           | 2000 CK81                | 4 febbraio 2000   | LINEAR                   |
| 210615 -           | 2000 DW8                 | 26 febbraio 2000  | Spacewatch               |
| 210616 -           | 2000 DO24                | 29 febbraio 2000  | LINEAR                   |
| 210617 -           | 2000 DG33                | 29 febbraio 2000  | LINEAR                   |
| 210618 -           | 2000 DN45                | 29 febbraio 2000  | LINEAR                   |
| 210619 -           | 2000 DQ55                | 29 febbraio 2000  | LINEAR                   |
| 210620 -           | 2000 DJ115               | 27 febbraio 2000  | Spacewatch               |
| 210621 -           | 2000 EB16                | 3 marzo 2000      | Spacewatch               |
| 210622 -           | 2000 EB18                | 4 marzo 2000      | LINEAR                   |
| 210623 -           | 2000 EN28                | 4 marzo 2000      | LINEAR                   |
| 210624 -           | 2000 EX43                | 8 marzo 2000      | LINEAR                   |
| 210625 -           | 2000 EC94                | 9 marzo 2000      | LINEAR                   |
| 210626 -           | 2000 ET100               | 12 marzo 2000     | Spacewatch               |
| 210627 -           | 2000 EC102               | 14 marzo 2000     | Spacewatch               |
| 210628 -           | 2000 EG150               | 5 marzo 2000      | NEAT                     |
| 210629 -           | 2000 EQ153               | 6 marzo 2000      | NEAT                     |
| 210630 -           | 2000 EJ163               | 3 marzo 2000      | LINEAR                   |
| 210631 -           | 2000 EZ199               | 1 marzo 2000      | CSS                      |
| 210632 -           | 2000 FF33                | 29 marzo 2000     | LINEAR                   |
| 210633 -           | 2000 FK41                | 29 marzo 2000     | LINEAR                   |
| 210634 -           | 2000 FM47                | 29 marzo 2000     | LINEAR                   |
| 210635 -           | 2000 GQ7                 | 4 aprile 2000     | LONEOS                   |
| 210636 -           | 2000 GT12                | 5 aprile 2000     | LINEAR                   |
| 210637 -           | 2000 GL16                | 5 aprile 2000     | LINEAR                   |
| 210638 -           | 2000 GT31                | 5 aprile 2000     | LINEAR                   |
| 210639 -           | 2000 GU50                | 5 aprile 2000     | LINEAR                   |
| 210640 -           | 2000 GW61                | 5 aprile 2000     | LINEAR                   |
| 210641 -           | 2000 GA116               | 8 aprile 2000     | LINEAR                   |
| 210642 -           | 2000 GL137               | 14 aprile 2000    | Comba, P. G.             |
| 210643 -           | 2000 GM151               | 5 aprile 2000     | LINEAR                   |
| 210644 -           | 2000 HS10                | 27 aprile 2000    | LINEAR                   |
| 210645 -           | 2000 HH20                | 29 aprile 2000    | Spacewatch               |
| 210646 -           | 2000 HM23                | 30 aprile 2000    | LINEAR                   |
| 210647 -           | 2000 HZ61                | 25 aprile 2000    | LONEOS                   |
| 210648 -           | 2000 HL75                | 27 aprile 2000    | LINEAR                   |
| 210649 -           | 2000 HG80                | 28 aprile 2000    | LONEOS                   |
| 210650 -           | 2000 JO6                 | 4 maggio 2000     | LINEAR                   |
| 210651 -           | 2000 JX7                 | 5 maggio 2000     | Spacewatch               |
| 210652 -           | 2000 JL83                | 6 maggio 2000     | Spacewatch               |
| 210653 -           | 2000 KX8                 | 28 maggio 2000    | LINEAR                   |
| 210654 -           | 2000 KS13                | 28 maggio 2000    | LINEAR                   |
| 210655 -           | 2000 NQ7                 | 4 luglio 2000     | Spacewatch               |
| 210656 -           | 2000 OA23                | 23 luglio 2000    | LINEAR                   |
| 210657 -           | 2000 OL34                | 30 luglio 2000    | LINEAR                   |
| 210658 -           | 2000 PQ21                | 1 agosto 2000     | LINEAR                   |
| 210659 -           | 2000 QG11                | 24 agosto 2000    | LINEAR                   |
| 210660 -           | 2000 QG23                | 25 agosto 2000    | LINEAR                   |
| 210661 -           | 2000 QG26                | 26 agosto 2000    | Kušnirák, P., Pravec, P. |
| 210662 -           | 2000 QU31                | 26 agosto 2000    | LINEAR                   |
| 210663 -           | 2000 QS66                | 28 agosto 2000    | LINEAR                   |
| 210664 -           | 2000 QB68                | 28 agosto 2000    | LINEAR                   |
| 210665 -           | 2000 QG83                | 24 agosto 2000    | LINEAR                   |
| 210666 -           | 2000 QW94                | 26 agosto 2000    | LINEAR                   |
| 210667 -           | 2000 QG100               | 28 agosto 2000    | LINEAR                   |
| 210668 -           | 2000 QS100               | 28 agosto 2000    | LINEAR                   |
| 210669 -           | 2000 QK117               | 28 agosto 2000    | LINEAR                   |
| 210670 -           | 2000 QW166               | 31 agosto 2000    | LINEAR                   |
| 210671 -           | 2000 QR172               | 31 agosto 2000    | LINEAR                   |
| 210672 -           | 2000 QZ188               | 26 agosto 2000    | LINEAR                   |
| 210673 -           | 2000 QQ198               | 29 agosto 2000    | LINEAR                   |
| 210674 -           | 2000 QO205               | 31 agosto 2000    | LINEAR                   |
| 210675 -           | 2000 QF213               | 31 agosto 2000    | LINEAR                   |
| 210676 -           | 2000 QB217               | 31 agosto 2000    | LINEAR                   |
| 210677 -           | 2000 RB4                 | 1 settembre 2000  | LINEAR                   |
| 210678 -           | 2000 RK37                | 3 settembre 2000  | LINEAR                   |
| 210679 -           | 2000 RV40                | 3 settembre 2000  | LINEAR                   |
| 210680 -           | 2000 RK64                | 1 settembre 2000  | LINEAR                   |
| 210681 -           | 2000 RD74                | 2 settembre 2000  | LINEAR                   |
| 210682 -           | 2000 RQ78                | 8 settembre 2000  | Spacewatch               |
| 210683 -           | 2000 RL85                | 2 settembre 2000  | LONEOS                   |
| 210684 -           | 2000 RX91                | 3 settembre 2000  | LINEAR                   |
| 210685 -           | 2000 RE92                | 3 settembre 2000  | LINEAR                   |
| 210686 Scottnorris | 2000 RR107               | 3 settembre 2000  | Sloan Digital Sky Survey |
| 210687 -           | 2000 SO                  | 19 settembre 2000 | Spacewatch               |
| 210688 -           | 2000 SZ26                | 23 settembre 2000 | LINEAR                   |
| 210689 -           | 2000 SG30                | 24 settembre 2000 | LINEAR                   |
| 210690 -           | 2000 SV38                | 24 settembre 2000 | LINEAR                   |
| 210691 -           | 2000 SB59                | 24 settembre 2000 | LINEAR                   |
| 210692 -           | 2000 SU60                | 24 settembre 2000 | LINEAR                   |
| 210693 -           | 2000 SV60                | 24 settembre 2000 | LINEAR                   |
| 210694 -           | 2000 SK62                | 24 settembre 2000 | LINEAR                   |
| 210695 -           | 2000 SY74                | 24 settembre 2000 | LINEAR                   |
| 210696 -           | 2000 SD78                | 24 settembre 2000 | LINEAR                   |
| 210697 -           | 2000 SQ80                | 24 settembre 2000 | LINEAR                   |
| 210698 -           | 2000 SM94                | 23 settembre 2000 | LINEAR                   |
| 210699 -           | 2000 SX101               | 24 settembre 2000 | LINEAR                   |
| 210700 -           | 2000 SQ105               | 24 settembre 2000 | LINEAR                   |

## 210701-210800
| Nome     | Designazione provvisoria | Data di scoperta  | Scopritore   |
| -------- | ------------------------ | ----------------- | ------------ |
| 210701 - | 2000 SA116               | 24 settembre 2000 | LINEAR       |
| 210702 - | 2000 SQ124               | 24 settembre 2000 | LINEAR       |
| 210703 - | 2000 SS139               | 23 settembre 2000 | LINEAR       |
| 210704 - | 2000 SB146               | 24 settembre 2000 | LINEAR       |
| 210705 - | 2000 SY155               | 24 settembre 2000 | LINEAR       |
| 210706 - | 2000 SR157               | 27 settembre 2000 | LINEAR       |
| 210707 - | 2000 SD159               | 27 settembre 2000 | Spacewatch   |
| 210708 - | 2000 SU164               | 28 settembre 2000 | LINEAR       |
| 210709 - | 2000 SH190               | 23 settembre 2000 | Spacewatch   |
| 210710 - | 2000 SD194               | 24 settembre 2000 | LINEAR       |
| 210711 - | 2000 SB200               | 24 settembre 2000 | LINEAR       |
| 210712 - | 2000 SB201               | 24 settembre 2000 | LINEAR       |
| 210713 - | 2000 SQ204               | 24 settembre 2000 | LINEAR       |
| 210714 - | 2000 SW212               | 25 settembre 2000 | LINEAR       |
| 210715 - | 2000 SU214               | 26 settembre 2000 | LINEAR       |
| 210716 - | 2000 SP246               | 24 settembre 2000 | LINEAR       |
| 210717 - | 2000 SR250               | 24 settembre 2000 | LINEAR       |
| 210718 - | 2000 ST252               | 24 settembre 2000 | LINEAR       |
| 210719 - | 2000 SW277               | 30 settembre 2000 | LINEAR       |
| 210720 - | 2000 SA286               | 24 settembre 2000 | LINEAR       |
| 210721 - | 2000 SQ303               | 28 settembre 2000 | LINEAR       |
| 210722 - | 2000 SZ306               | 30 settembre 2000 | LINEAR       |
| 210723 - | 2000 SQ308               | 30 settembre 2000 | LINEAR       |
| 210724 - | 2000 SE335               | 26 settembre 2000 | NEAT         |
| 210725 - | 2000 SG335               | 26 settembre 2000 | LINEAR       |
| 210726 - | 2000 SN337               | 25 settembre 2000 | Spacewatch   |
| 210727 - | 2000 SF364               | 20 settembre 2000 | LINEAR       |
| 210728 - | 2000 TL6                 | 1 ottobre 2000    | LINEAR       |
| 210729 - | 2000 TG8                 | 1 ottobre 2000    | LINEAR       |
| 210730 - | 2000 TS14                | 1 ottobre 2000    | LINEAR       |
| 210731 - | 2000 TZ16                | 1 ottobre 2000    | LINEAR       |
| 210732 - | 2000 TF23                | 1 ottobre 2000    | LINEAR       |
| 210733 - | 2000 TZ23                | 2 ottobre 2000    | LINEAR       |
| 210734 - | 2000 TJ36                | 6 ottobre 2000    | LONEOS       |
| 210735 - | 2000 TA38                | 1 ottobre 2000    | LINEAR       |
| 210736 - | 2000 TQ65                | 1 ottobre 2000    | LINEAR       |
| 210737 - | 2000 UC1                 | 21 ottobre 2000   | Korlević, K. |
| 210738 - | 2000 US15                | 27 ottobre 2000   | Spacewatch   |
| 210739 - | 2000 UD17                | 24 ottobre 2000   | LINEAR       |
| 210740 - | 2000 UA43                | 24 ottobre 2000   | LINEAR       |
| 210741 - | 2000 UW65                | 25 ottobre 2000   | LINEAR       |
| 210742 - | 2000 UV66                | 25 ottobre 2000   | LINEAR       |
| 210743 - | 2000 UX71                | 25 ottobre 2000   | LINEAR       |
| 210744 - | 2000 UE75                | 31 ottobre 2000   | LINEAR       |
| 210745 - | 2000 UY91                | 25 ottobre 2000   | LINEAR       |
| 210746 - | 2000 US104               | 25 ottobre 2000   | LINEAR       |
| 210747 - | 2000 UD112               | 30 ottobre 2000   | LINEAR       |
| 210748 - | 2000 UT114               | 25 ottobre 2000   | LINEAR       |
| 210749 - | 2000 VL8                 | 1 novembre 2000   | LINEAR       |
| 210750 - | 2000 VO12                | 1 novembre 2000   | LINEAR       |
| 210751 - | 2000 VZ23                | 1 novembre 2000   | LINEAR       |
| 210752 - | 2000 VV47                | 1 novembre 2000   | LINEAR       |
| 210753 - | 2000 VU51                | 3 novembre 2000   | LINEAR       |
| 210754 - | 2000 VF57                | 3 novembre 2000   | LINEAR       |
| 210755 - | 2000 WE15                | 20 novembre 2000  | LINEAR       |
| 210756 - | 2000 WT15                | 21 novembre 2000  | LINEAR       |
| 210757 - | 2000 WK26                | 25 novembre 2000  | LINEAR       |
| 210758 - | 2000 WR73                | 20 novembre 2000  | LINEAR       |
| 210759 - | 2000 WW77                | 20 novembre 2000  | LINEAR       |
| 210760 - | 2000 WW88                | 21 novembre 2000  | LINEAR       |
| 210761 - | 2000 WT92                | 21 novembre 2000  | LINEAR       |
| 210762 - | 2000 WY97                | 21 novembre 2000  | LINEAR       |
| 210763 - | 2000 WL111               | 20 novembre 2000  | LINEAR       |
| 210764 - | 2000 WZ134               | 19 novembre 2000  | LINEAR       |
| 210765 - | 2000 WS160               | 20 novembre 2000  | LONEOS       |
| 210766 - | 2000 WU188               | 18 novembre 2000  | LONEOS       |
| 210767 - | 2000 XY20                | 4 dicembre 2000   | LINEAR       |
| 210768 - | 2000 XR53                | 4 dicembre 2000   | Pauwels, T.  |
| 210769 - | 2000 YC43                | 30 dicembre 2000  | LINEAR       |
| 210770 - | 2000 YL65                | 16 dicembre 2000  | Spacewatch   |
| 210771 - | 2000 YP128               | 29 dicembre 2000  | NEAT         |
| 210772 - | 2001 AN8                 | 2 gennaio 2001    | LINEAR       |
| 210773 - | 2001 AL19                | 4 gennaio 2001    | LINEAR       |
| 210774 - | 2001 AO31                | 4 gennaio 2001    | LINEAR       |
| 210775 - | 2001 AS43                | 3 gennaio 2001    | LINEAR       |
| 210776 - | 2001 BV21                | 20 gennaio 2001   | LINEAR       |
| 210777 - | 2001 BU24                | 20 gennaio 2001   | LINEAR       |
| 210778 - | 2001 BJ37                | 21 gennaio 2001   | LINEAR       |
| 210779 - | 2001 BF59                | 21 gennaio 2001   | LINEAR       |
| 210780 - | 2001 BK82                | 21 gennaio 2001   | LINEAR       |
| 210781 - | 2001 CP21                | 1 febbraio 2001   | LONEOS       |
| 210782 - | 2001 DK1                 | 16 febbraio 2001  | Spacewatch   |
| 210783 - | 2001 DK22                | 16 febbraio 2001  | LINEAR       |
| 210784 - | 2001 DZ33                | 17 febbraio 2001  | LINEAR       |
| 210785 - | 2001 DX39                | 19 febbraio 2001  | LINEAR       |
| 210786 - | 2001 DP60                | 19 febbraio 2001  | LINEAR       |
| 210787 - | 2001 DJ77                | 16 febbraio 2001  | Spacewatch   |
| 210788 - | 2001 DW77                | 22 febbraio 2001  | Spacewatch   |
| 210789 - | 2001 DH88                | 24 febbraio 2001  | NEAT         |
| 210790 - | 2001 DE96                | 17 febbraio 2001  | LINEAR       |
| 210791 - | 2001 EL5                 | 2 marzo 2001      | LONEOS       |
| 210792 - | 2001 EA11                | 2 marzo 2001      | NEAT         |
| 210793 - | 2001 EC17                | 14 marzo 2001     | LINEAR       |
| 210794 - | 2001 ES18                | 14 marzo 2001     | LONEOS       |
| 210795 - | 2001 FL                  | 16 marzo 2001     | LINEAR       |
| 210796 - | 2001 FC6                 | 19 marzo 2001     | LINEAR       |
| 210797 - | 2001 FS7                 | 20 marzo 2001     | Spacewatch   |
| 210798 - | 2001 FW27                | 18 marzo 2001     | LINEAR       |
| 210799 - | 2001 FK29                | 21 marzo 2001     | LINEAR       |
| 210800 - | 2001 FB76                | 19 marzo 2001     | LINEAR       |

## 210801-210900
| Nome                 | Designazione provvisoria | Data di scoperta  | Scopritore             |
| -------------------- | ------------------------ | ----------------- | ---------------------- |
| 210801 -             | 2001 FS110               | 18 marzo 2001     | LINEAR                 |
| 210802 -             | 2001 FG137               | 21 marzo 2001     | LONEOS                 |
| 210803 -             | 2001 FM167               | 19 marzo 2001     | LINEAR                 |
| 210804 -             | 2001 FZ189               | 18 marzo 2001     | LONEOS                 |
| 210805 -             | 2001 GO7                 | 15 aprile 2001    | LINEAR                 |
| 210806 -             | 2001 HN40                | 27 aprile 2001    | LINEAR                 |
| 210807 -             | 2001 HQ40                | 27 aprile 2001    | LINEAR                 |
| 210808 -             | 2001 HO66                | 24 aprile 2001    | NEAT                   |
| 210809 -             | 2001 JQ9                 | 15 maggio 2001    | NEAT                   |
| 210810 -             | 2001 KS                  | 17 maggio 2001    | LINEAR                 |
| 210811 -             | 2001 KC14                | 18 maggio 2001    | LINEAR                 |
| 210812 -             | 2001 KW19                | 22 maggio 2001    | LINEAR                 |
| 210813 -             | 2001 KV22                | 17 maggio 2001    | LINEAR                 |
| 210814 -             | 2001 KZ31                | 23 maggio 2001    | LINEAR                 |
| 210815 -             | 2001 KM43                | 22 maggio 2001    | LINEAR                 |
| 210816 -             | 2001 KH62                | 18 maggio 2001    | LINEAR                 |
| 210817 -             | 2001 KY74                | 28 maggio 2001    | NEAT                   |
| 210818 -             | 2001 LL7                 | 15 giugno 2001    | LINEAR                 |
| 210819 -             | 2001 MH10                | 18 giugno 2001    | NEAT                   |
| 210820 -             | 2001 NY3                 | 13 luglio 2001    | NEAT                   |
| 210821 -             | 2001 NN5                 | 13 luglio 2001    | NEAT                   |
| 210822 -             | 2001 NJ11                | 14 luglio 2001    | NEAT                   |
| 210823 -             | 2001 NV17                | 14 luglio 2001    | NEAT                   |
| 210824 -             | 2001 NJ18                | 12 luglio 2001    | NEAT                   |
| 210825 -             | 2001 NL18                | 12 luglio 2001    | NEAT                   |
| 210826 -             | 2001 OV17                | 17 luglio 2001    | NEAT                   |
| 210827 -             | 2001 OL22                | 19 luglio 2001    | White, M., Collins, M. |
| 210828 -             | 2001 OP37                | 20 luglio 2001    | NEAT                   |
| 210829 -             | 2001 OV45                | 16 luglio 2001    | LONEOS                 |
| 210830 -             | 2001 OZ52                | 21 luglio 2001    | NEAT                   |
| 210831 -             | 2001 OB84                | 17 luglio 2001    | McNaught, R. H.        |
| 210832 -             | 2001 PG5                 | 9 agosto 2001     | NEAT                   |
| 210833 -             | 2001 PQ5                 | 10 agosto 2001    | NEAT                   |
| 210834 -             | 2001 PR39                | 11 agosto 2001    | NEAT                   |
| 210835 -             | 2001 PO41                | 11 agosto 2001    | NEAT                   |
| 210836 -             | 2001 PB46                | 12 agosto 2001    | NEAT                   |
| 210837 -             | 2001 PT46                | 13 agosto 2001    | NEAT                   |
| 210838 -             | 2001 PR62                | 13 agosto 2001    | NEAT                   |
| 210839 -             | 2001 QY15                | 16 agosto 2001    | LINEAR                 |
| 210840 -             | 2001 QQ87                | 21 agosto 2001    | NEAT                   |
| 210841 -             | 2001 QE107               | 23 agosto 2001    | LINEAR                 |
| 210842 -             | 2001 QJ126               | 20 agosto 2001    | LINEAR                 |
| 210843 -             | 2001 QE146               | 25 agosto 2001    | Spacewatch             |
| 210844 -             | 2001 QK184               | 21 agosto 2001    | LINEAR                 |
| 210845 -             | 2001 QA192               | 22 agosto 2001    | NEAT                   |
| 210846 -             | 2001 QF211               | 23 agosto 2001    | LONEOS                 |
| 210847 -             | 2001 QY214               | 23 agosto 2001    | LONEOS                 |
| 210848 -             | 2001 QD241               | 24 agosto 2001    | LINEAR                 |
| 210849 -             | 2001 QD253               | 25 agosto 2001    | LINEAR                 |
| 210850 -             | 2001 QX267               | 20 agosto 2001    | LINEAR                 |
| 210851 -             | 2001 QD275               | 19 agosto 2001    | LINEAR                 |
| 210852 -             | 2001 QN283               | 18 agosto 2001    | NEAT                   |
| 210853 -             | 2001 QJ290               | 16 agosto 2001    | LINEAR                 |
| 210854 Stevejaskulek | 2001 QE317               | 20 agosto 2001    | Buie, M. W.            |
| 210855 -             | 2001 RU24                | 7 settembre 2001  | LINEAR                 |
| 210856 -             | 2001 RN30                | 7 settembre 2001  | LINEAR                 |
| 210857 -             | 2001 RU36                | 8 settembre 2001  | LINEAR                 |
| 210858 -             | 2001 RM41                | 11 settembre 2001 | LINEAR                 |
| 210859 -             | 2001 RQ41                | 11 settembre 2001 | LINEAR                 |
| 210860 -             | 2001 RV41                | 11 settembre 2001 | LINEAR                 |
| 210861 -             | 2001 RF46                | 12 settembre 2001 | Tucker, R. A.          |
| 210862 -             | 2001 RF53                | 12 settembre 2001 | LINEAR                 |
| 210863 -             | 2001 RS60                | 12 settembre 2001 | LINEAR                 |
| 210864 -             | 2001 RG62                | 12 settembre 2001 | LINEAR                 |
| 210865 -             | 2001 RM84                | 11 settembre 2001 | LONEOS                 |
| 210866 -             | 2001 RB85                | 11 settembre 2001 | LONEOS                 |
| 210867 -             | 2001 RM99                | 12 settembre 2001 | LINEAR                 |
| 210868 -             | 2001 RO108               | 12 settembre 2001 | LINEAR                 |
| 210869 -             | 2001 RE112               | 12 settembre 2001 | LINEAR                 |
| 210870 -             | 2001 RE118               | 12 settembre 2001 | LINEAR                 |
| 210871 -             | 2001 RY124               | 12 settembre 2001 | LINEAR                 |
| 210872 -             | 2001 RL126               | 12 settembre 2001 | LINEAR                 |
| 210873 -             | 2001 RN138               | 12 settembre 2001 | LINEAR                 |
| 210874 Perijohnson   | 2001 RH155               | 12 settembre 2001 | Buie, M. W.            |
| 210875 -             | 2001 SK5                 | 16 settembre 2001 | LINEAR                 |
| 210876 -             | 2001 SY13                | 16 settembre 2001 | LINEAR                 |
| 210877 -             | 2001 SR14                | 16 settembre 2001 | LINEAR                 |
| 210878 -             | 2001 SH32                | 16 settembre 2001 | LINEAR                 |
| 210879 -             | 2001 ST38                | 16 settembre 2001 | LINEAR                 |
| 210880 -             | 2001 SH51                | 16 settembre 2001 | LINEAR                 |
| 210881 -             | 2001 SN61                | 17 settembre 2001 | LINEAR                 |
| 210882 -             | 2001 SE72                | 17 settembre 2001 | LINEAR                 |
| 210883 -             | 2001 SE78                | 19 settembre 2001 | LINEAR                 |
| 210884 -             | 2001 SF82                | 20 settembre 2001 | LINEAR                 |
| 210885 -             | 2001 SO86                | 20 settembre 2001 | LINEAR                 |
| 210886 -             | 2001 SO87                | 20 settembre 2001 | LINEAR                 |
| 210887 -             | 2001 SL93                | 20 settembre 2001 | LINEAR                 |
| 210888 -             | 2001 SA94                | 20 settembre 2001 | LINEAR                 |
| 210889 -             | 2001 SR105               | 20 settembre 2001 | LINEAR                 |
| 210890 -             | 2001 SN126               | 16 settembre 2001 | LINEAR                 |
| 210891 -             | 2001 SV128               | 16 settembre 2001 | LINEAR                 |
| 210892 -             | 2001 ST132               | 16 settembre 2001 | LINEAR                 |
| 210893 -             | 2001 SP133               | 16 settembre 2001 | LINEAR                 |
| 210894 -             | 2001 SZ134               | 16 settembre 2001 | LINEAR                 |
| 210895 -             | 2001 SN154               | 17 settembre 2001 | LINEAR                 |
| 210896 -             | 2001 SD162               | 17 settembre 2001 | LINEAR                 |
| 210897 -             | 2001 SB166               | 19 settembre 2001 | LINEAR                 |
| 210898 -             | 2001 SA167               | 19 settembre 2001 | LINEAR                 |
| 210899 -             | 2001 SY171               | 16 settembre 2001 | LINEAR                 |
| 210900 -             | 2001 SL177               | 16 settembre 2001 | LINEAR                 |

## 210901-211000
| Nome              | Designazione provvisoria | Data di scoperta  | Scopritore               |
| ----------------- | ------------------------ | ----------------- | ------------------------ |
| 210901 -          | 2001 SY189               | 19 settembre 2001 | LINEAR                   |
| 210902 -          | 2001 SO201               | 19 settembre 2001 | LINEAR                   |
| 210903 -          | 2001 SD205               | 19 settembre 2001 | LINEAR                   |
| 210904 -          | 2001 SR218               | 19 settembre 2001 | LINEAR                   |
| 210905 -          | 2001 SL219               | 19 settembre 2001 | LINEAR                   |
| 210906 -          | 2001 SQ219               | 19 settembre 2001 | LINEAR                   |
| 210907 -          | 2001 SG220               | 19 settembre 2001 | LINEAR                   |
| 210908 -          | 2001 SS229               | 19 settembre 2001 | LINEAR                   |
| 210909 -          | 2001 SX229               | 19 settembre 2001 | LINEAR                   |
| 210910 -          | 2001 SB240               | 19 settembre 2001 | LINEAR                   |
| 210911 -          | 2001 SJ242               | 19 settembre 2001 | LINEAR                   |
| 210912 -          | 2001 SR243               | 19 settembre 2001 | LINEAR                   |
| 210913 -          | 2001 SU250               | 19 settembre 2001 | LINEAR                   |
| 210914 -          | 2001 SS251               | 19 settembre 2001 | LINEAR                   |
| 210915 -          | 2001 SL257               | 19 settembre 2001 | LINEAR                   |
| 210916 -          | 2001 SP258               | 20 settembre 2001 | LINEAR                   |
| 210917 -          | 2001 SE263               | 25 settembre 2001 | Hug, G.                  |
| 210918 -          | 2001 SP273               | 19 settembre 2001 | Spacewatch               |
| 210919 -          | 2001 SS301               | 20 settembre 2001 | LINEAR                   |
| 210920 -          | 2001 SV313               | 21 settembre 2001 | LINEAR                   |
| 210921 -          | 2001 SA328               | 18 settembre 2001 | LONEOS                   |
| 210922 -          | 2001 SO336               | 20 settembre 2001 | LINEAR                   |
| 210923 -          | 2001 SQ336               | 20 settembre 2001 | LINEAR                   |
| 210924 -          | 2001 ST353               | 25 settembre 2001 | LINEAR                   |
| 210925 -          | 2001 TD5                 | 8 ottobre 2001    | NEAT                     |
| 210926 -          | 2001 TM10                | 13 ottobre 2001   | LINEAR                   |
| 210927 -          | 2001 TH22                | 13 ottobre 2001   | LINEAR                   |
| 210928 -          | 2001 TN29                | 14 ottobre 2001   | LINEAR                   |
| 210929 -          | 2001 TP74                | 13 ottobre 2001   | LINEAR                   |
| 210930 -          | 2001 TR101               | 15 ottobre 2001   | LINEAR                   |
| 210931 -          | 2001 TZ125               | 12 ottobre 2001   | NEAT                     |
| 210932 -          | 2001 TY160               | 11 ottobre 2001   | NEAT                     |
| 210933 -          | 2001 TV163               | 11 ottobre 2001   | NEAT                     |
| 210934 -          | 2001 TX172               | 13 ottobre 2001   | LINEAR                   |
| 210935 -          | 2001 TU174               | 15 ottobre 2001   | LINEAR                   |
| 210936 -          | 2001 TU182               | 14 ottobre 2001   | LINEAR                   |
| 210937 -          | 2001 TH184               | 14 ottobre 2001   | LINEAR                   |
| 210938 -          | 2001 TS188               | 14 ottobre 2001   | LINEAR                   |
| 210939 Bödök      | 2001 TR197               | 10 ottobre 2001   | NEAT                     |
| 210940 -          | 2001 TR199               | 11 ottobre 2001   | LINEAR                   |
| 210941 -          | 2001 TF205               | 11 ottobre 2001   | LINEAR                   |
| 210942 -          | 2001 TT209               | 12 ottobre 2001   | CINEOS                   |
| 210943 -          | 2001 TJ228               | 15 ottobre 2001   | LINEAR                   |
| 210944 -          | 2001 TO230               | 15 ottobre 2001   | LINEAR                   |
| 210945 -          | 2001 TC241               | 15 ottobre 2001   | LINEAR                   |
| 210946 -          | 2001 TL241               | 10 ottobre 2001   | Spacewatch               |
| 210947 -          | 2001 TE256               | 11 ottobre 2001   | LINEAR                   |
| 210948 -          | 2001 UP21                | 17 ottobre 2001   | LINEAR                   |
| 210949 -          | 2001 UT26                | 17 ottobre 2001   | Spacewatch               |
| 210950 -          | 2001 UK43                | 17 ottobre 2001   | LINEAR                   |
| 210951 -          | 2001 UE45                | 17 ottobre 2001   | LINEAR                   |
| 210952 -          | 2001 UR45                | 17 ottobre 2001   | LINEAR                   |
| 210953 -          | 2001 UQ46                | 17 ottobre 2001   | LINEAR                   |
| 210954 -          | 2001 UM60                | 17 ottobre 2001   | LINEAR                   |
| 210955 -          | 2001 UU80                | 20 ottobre 2001   | LINEAR                   |
| 210956 -          | 2001 UG92                | 18 ottobre 2001   | NEAT                     |
| 210957 -          | 2001 UM102               | 20 ottobre 2001   | LINEAR                   |
| 210958 -          | 2001 UL104               | 20 ottobre 2001   | LINEAR                   |
| 210959 -          | 2001 UD128               | 18 ottobre 2001   | LINEAR                   |
| 210960 -          | 2001 UG128               | 18 ottobre 2001   | LINEAR                   |
| 210961 -          | 2001 UD140               | 23 ottobre 2001   | LINEAR                   |
| 210962 -          | 2001 UZ140               | 23 ottobre 2001   | LINEAR                   |
| 210963 -          | 2001 UT158               | 23 ottobre 2001   | LINEAR                   |
| 210964 -          | 2001 UK164               | 18 ottobre 2001   | NEAT                     |
| 210965 -          | 2001 UL179               | 26 ottobre 2001   | NEAT                     |
| 210966 -          | 2001 UJ191               | 18 ottobre 2001   | NEAT                     |
| 210967 -          | 2001 UQ208               | 20 ottobre 2001   | Spacewatch               |
| 210968 -          | 2001 UP210               | 21 ottobre 2001   | LINEAR                   |
| 210969 -          | 2001 VH                  | 5 novembre 2001   | Needville                |
| 210970 -          | 2001 VP7                 | 9 novembre 2001   | LINEAR                   |
| 210971 -          | 2001 VS7                 | 9 novembre 2001   | LINEAR                   |
| 210972 -          | 2001 VN58                | 10 novembre 2001  | LINEAR                   |
| 210973 -          | 2001 VZ59                | 10 novembre 2001  | LINEAR                   |
| 210974 -          | 2001 VZ60                | 10 novembre 2001  | LINEAR                   |
| 210975 -          | 2001 VE61                | 10 novembre 2001  | LINEAR                   |
| 210976 -          | 2001 VK68                | 11 novembre 2001  | LINEAR                   |
| 210977 -          | 2001 VV83                | 10 novembre 2001  | LINEAR                   |
| 210978 -          | 2001 VW83                | 10 novembre 2001  | LINEAR                   |
| 210979 -          | 2001 VG86                | 12 novembre 2001  | LINEAR                   |
| 210980 -          | 2001 VP107               | 12 novembre 2001  | LINEAR                   |
| 210981 -          | 2001 VW109               | 12 novembre 2001  | LINEAR                   |
| 210982 -          | 2001 VZ125               | 14 novembre 2001  | Spacewatch               |
| 210983 Wadeparker | 2001 VM131               | 11 novembre 2001  | Sloan Digital Sky Survey |
| 210984 -          | 2001 WM                  | 16 novembre 2001  | Spacewatch               |
| 210985 -          | 2001 WE42                | 18 novembre 2001  | LINEAR                   |
| 210986 -          | 2001 WZ53                | 19 novembre 2001  | LINEAR                   |
| 210987 -          | 2001 WM57                | 19 novembre 2001  | LINEAR                   |
| 210988 -          | 2001 WP57                | 19 novembre 2001  | LINEAR                   |
| 210989 -          | 2001 WP63                | 19 novembre 2001  | LINEAR                   |
| 210990 -          | 2001 WN77                | 20 novembre 2001  | LINEAR                   |
| 210991 -          | 2001 WK90                | 21 novembre 2001  | LINEAR                   |
| 210992 -          | 2001 WY92                | 21 novembre 2001  | LINEAR                   |
| 210993 -          | 2001 XH8                 | 9 dicembre 2001   | LINEAR                   |
| 210994 -          | 2001 XV8                 | 9 dicembre 2001   | LINEAR                   |
| 210995 -          | 2001 XB10                | 9 dicembre 2001   | LINEAR                   |
| 210996 -          | 2001 XY19                | 9 dicembre 2001   | LINEAR                   |
| 210997 Guenat     | 2001 XA32                | 14 dicembre 2001  | Ory, M.                  |
| 210998 -          | 2001 XF46                | 9 dicembre 2001   | LINEAR                   |
| 210999 -          | 2001 XR49                | 10 dicembre 2001  | LINEAR                   |
| 211000 -          | 2001 XF121               | 14 dicembre 2001  | LINEAR                   |